# رواسیو
رواسیو (به ایتالیایی: Roasio) یک کومونه در ایتالیا است که در استان ورسلی واقع شده‌است.

## خصوصیات
رواسیو ۲۸٫۱ کیلومترمربع مساحت و ۲٬۵۱۷ نفر جمعیت دارد و ۲۷۸ متر بالاتر از سطح دریا واقع شده‌است.